# Sliman Kchouk
Sliman Kchouk (ur. 7 maja 1994 w Bizercie) – tunezyjski piłkarz grający na pozycji lewego obrońcy, zawodnik Stade Tunisien.

## Kariera piłkarska
Swoją karierę piłkarską Kchouk rozpoczął w klubie CA Bizertin. W 2011 roku awansował do pierwszego zespołu. W klubie zadebiutował 30 listopada 2011 na stadionie Stade Habib Tajouri (Béni Khalled) w wygranym 2:1 wyjazdowym meczu pierwszej ligi tunezyjskiej z ES Beni-Khalled. W debiutanckim sezonie 2011/2012 wywalczył wicemistrzostwo Tunezji. Z kolei w sezonie 2012/2013 zdobył Puchar Tunezji. W styczniu 2017 przeniósł się do Club Africain, a następnie w 2018 do szwajcarskiego klubu FC Sankt Gallen z Swiss Super League.
| Sezon   | Klub        | Kraj    | Rozgrywki | Mecze | Gole |
| ------- | ----------- | ------- | --------- | ----- | ---- |
| 2011/12 | CA Bizertin | Tunezja | CLP-1     | 2     | 0    |
| 2012/13 | CA Bizertin | Tunezja | CLP-1     | 2     | 0    |
| 2013/14 | CA Bizertin | Tunezja | CLP-1     | 11    | 0    |
| 2014/15 | CA Bizertin | Tunezja | CLP-1     | 24    | 1    |
| 2015/16 | CA Bizertin | Tunezja | CLP-1     | 27    | 0    |
| 2016/17 | CA Bizertin | Tunezja | CLP-1     |       |      |

## Kariera reprezentacyjna
W 2015 reprezentował Tunezję w kategorii U-23.
W seniorskiej reprezentacji Tunezji Kchouk zadebiutował 4 stycznia 2017 na stadionie Stade El Menzah (Tunis) w wygranym 2:0 towarzyskim meczu z Ugandą. W 2017 roku został powołany do kadry na Puchar Narodów Afryki 2017.